# Openverse
Openverse 屬於 WordPress專案的一部分，為開放原始碼的搜尋引擎。它會從各個不同的來源搜尋創用 CC 釋出或在公有领域的內容。本身則以 MIT 授權釋出。
Openverse 中有超過6億個項目的索引。

## 沿革
2017年2月，創用 CC 宣布釋出開放內容開源搜尋引擎 CC Search 的 Beta 版本，並於2019年4月釋出穩定版。2020年12月間創用 CC 人員異動後，CC Search 等部分專案因為負責的人力不足，進入維護模式，雖然繼續提供服務，但暫停開發。
2021年4、5月間，創用 CC 的凯瑟琳·斯蒂勒與 Automattic 旗下WordPress 計畫的马特·查尔斯·穆伦维格共同宣布 CC Search 加入 WordPress 計畫中。CC Search 成為 Five for the Future （页面存档备份，存于） 倡議的一部份，Automattic 雇用、資助 CC Search 團隊的核心人物。同時，CC Search 改名為 Openverse。Openverse 继承 CC Search，基於其代码库开发，目标是成为一个更广泛的开放内容搜尋引擎，並继续开发工作、拓展功能。WordPress 基金會擁有 Openverse 的商標及其它智慧財產權。2021年12月起，CC Search 的網域名稱被重定向到 Openverse。
2022年1月，Openverse 推出新设计的用户界面，並支持搜尋音频檔案。次年2月，域名遷至 https://openverse.org （页面存档备份，存于） ，再次更新用户界面，增加近期搜尋歷史的功能。

## 搜尋引擎來源
Openverse 從45個以上的不同媒體來源搜尋內容，包括维基共享资源、歐洲數位圖書館、Flickr等。

## 外部連結
- 官方网站
- Openverse 開發者網站 （页面存档备份，存于）
- Openverse 開發手冊 （页面存档备份，存于）
- Openverse API
- Openverse Git 倉儲 （页面存档备份，存于）